# Гаузе, Георгий Францевич
Георгий Францевич Га́узе (14 (27) декабря 1910, Москва — 2 мая 1986, Москва) — советский микробиолог, эволюционист, один из основоположников экологии. Академик АМН СССР. Лауреат Сталинской премии.

## Биография
Родился 14 (27 декабря) 1910 года в Москве. Окончил биологическое отделение физико-математического факультета МГУ (1931). Работал там же до 1942 года. Доктор биологических наук (1935), профессор (1940). С 1942 года заведующий лабораторией антибиотиков Института медицинской паразитологии и тропической медицины НКЗ СССР, с 1948 года заведующий лабораторией антибиотиков АМН СССР. В 1960—1986 годах — директор Института по изысканию новых антибиотиков АМН СССР.
Важнейшие научные работы посвящены экологии и протозоологии, а также поиску антибиотиков и установлению механизма их действия. Подтвердил экспериментально принцип конкурентного исключения (принцип Вольтерры — Гаузе; иногда закон Гаузе), согласно которому два вида не могут устойчиво существовать в ограниченном пространстве, если численность обоих лимитирована одним жизненно важным ресурсом. В 1934 году опубликовал в США на английском языке книгу «Борьба за существование» (The Struggle for Existence), оказавшую большое влияние на развитие экологии. Выполнил исследования асимметрии протоплазмы, рассматривая её в аспекте биологической эволюции. В 1942 году совместно с женой М. Г. Бражниковой получил первый советский антибиотик — грамицидин С. Получил, исследовал и внедрил в производство ещё несколько антибиотиков, в том числе полимицин (неомицин), мономицин, ристомицин, гелиомицин и линкомицин, протиоопухолевые антибиотики оливомицин и рубомицин. Разрабатывал классификацию актиномицетов — продуцентов антибиотиков.
Член Польской академии наук (1967), член президиума (с 1959) и вице-президент (с 1962) Международного общества химиотерапии. Академик АМН СССР (1971).
Умер 2 июня 1986 года. Похоронен в Москве на Кунцевском кладбище.

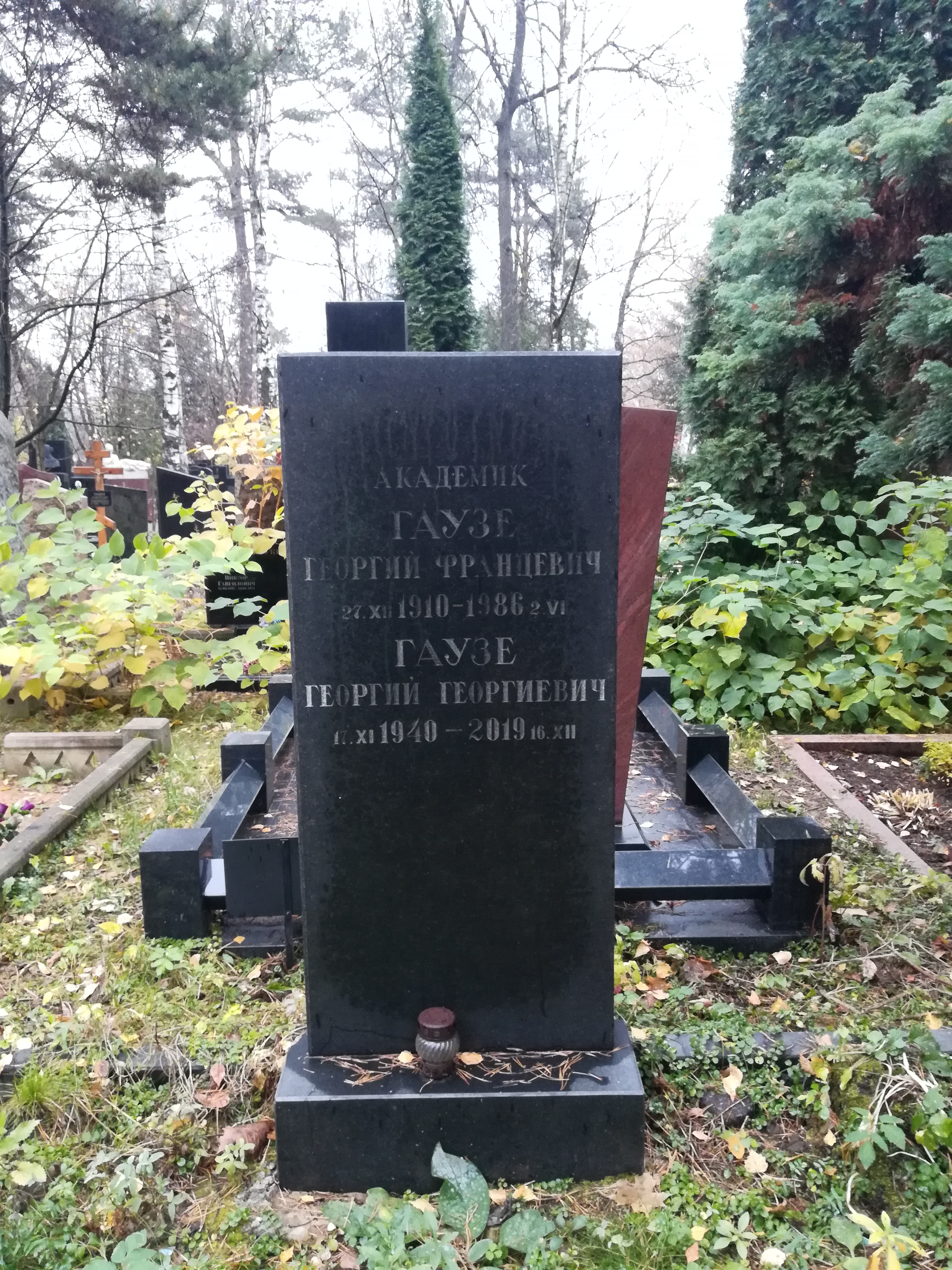
Могила на Кунцевском кладбище

Имя Г. Ф. Гаузе носит Научно-исследовательский институт по изысканию новых антибиотиков РАМН в Москве.

## Семья
- Жена (с 1937) — Мария Георгиевна Бражникова (3.10.1913—13.02.1998), микробиолог, д.б.н. 
  - Сын — Георгий (Юрий) Георгиевич Гаузе (17.11.1940—16.12.2019), биолог, сотрудник ИБР РАН, последние годы работал в США.

## Награды и премии
- Сталинская премия третьей степени (1946) — за разработку и широкое применение в лечебной практике нового препарата «Советский грамицидин»

## Сочинения
- Gause G.F. The Struggle for Existence. Baltimore, 1934.
- Гаузе Г. Ф. Асимметрия протоплазмы. М.-Л.: Изд-во АН СССР, 1940.
- Гаузе Г. Ф. Лекарственные вещества микробов. М.-Л.: Изд-во АН СССР, 1946.
- Гаузе Г. Ф. Антибиотики и их лечебное применение.
- Гаузе Г. Ф. Лекции по антибиотикам. 3-е изд. М.: Изд-во АН СССР, 1958.
- Гаузе Г. Ф. Экология и некоторые проблемы происхождения видов. / В сб.: Экология и эволюционная теория. Л.: Наука, 1984.
- Гаузе Г. Ф., Дудник Ю. Ф. Противоопухолевые антибиотики. М.: Медицина, 1987.
- Гаузе Г. Ф. Борьба за существование. М.-Ижевск, 2002.